# 绿叶柳
绿叶柳（学名：Salix metaglauca）为杨柳科柳属的植物。分布于中国大陆的新疆等地，生长于海拔2,700米至2,800米的地区，一般生长在岩石缝中，目前尚未由人工引种栽培。